# ادموند التون
ادموند التون (انگلیسی: Edmund Elton؛ ‏ ۱ ژانویهٔ ۱۸۷۰ – ۱ ژانویهٔ ۱۹۵۲) بازیگر و هنرمند وودویل اهل انگلستان در نیمهٔ نخست سدهٔ بیستم میلادی بود.
از فیلم‌هایی که وی در آن‌ها نقش داشته‌است، می‌توان به رومئو و ژولیت، آقای جردن وارد می‌شود، ایب لینکلن در ایلینوی، استلا دالاس و حالت چطوره؟ اشاره نمود.